# Seongsan Ilchulbong
Seongsan Ilchulbong, auch Sunrise Peak genannt, ist eine 182 m hohe, vulkanisch entstandene Landerhebung im Osten der südkoreanischen Insel Jeju.
Sie besitzt eine Kratervertiefung, deren Boden auf 90 m über dem Meeresspiegel liegt und die einen Durchmesser von ca. 600 m hat. Zusammen mit dem Berg Hallasan und dem Geomunoreum-Lavaröhrensystem gehört die Erhebung seit 2007 zum Weltnaturerbe Jeju-Vulkaninsel und Lavatunnel der UNESCO.

## Entstehung
Die Angaben zum Entstehungszeitpunkt von Seongsan Ilchulbong sind unterschiedlich und variieren zwischen einer Zeitspanne von vor 5000 Jahren bis vor 120.000 Jahren. Sicher ist jedoch, dass es aus einer hydromagmatischen Eruption entstand, in der Magma mit dem Meer- oder Grundwasser in Kontakt gekommen ist. Der dadurch freigesetzte Wasserdampf hat das umgebende Gestein zertrümmert und einen Krater in das Gestein gesprengt. Um den Krater herum hat sich dann ein Wall aus ausgeworfenem Nebengestein abgelagert.

## Einordnung
Aufgrund der hydromagmatischen Explosion kann der Seongsan Ilchulbong als Tuffkegel bezeichnet werden. Während der Eruption wurde das vulkanische Material durch das mit ihm in Kontakt kommende Wasser nass und klebrig. Daraus entstanden zahlreiche Ablagerungen, die bezeichnend sind für die nasse Beschaffenheit eines Tuffkegels.

## Ökosystem
Seongsan Ilchulbong kann in vier Bereiche eingeteilt werden: das Krater-Innere, das nordwestliche liegende Gefälle außerhalb des Kraters, die Steinklippen auf der äußeren Kraterwand und die Sanddünen an der Küste. Jeder Bereich verfügt über eine andere Vegetation.
Eine Flora aus Chinaschilf und Artemisia princeps, auch japanischer Beifuß genannt, sowie Japanischem Pfeilbambus bedeckt den inneren Teil des Kraters. Das nordwestlich liegende Gefälle ist bedeckt mit der Japanischen Schwarzkiefer und mit immergrünen Büschen wie Orixa japonica oder der Efeu-Art Hedera rhombea. Die Steinklippen sind übersät mit Efeu und Sternjasmin und die Sanddünen sind bedeckt mit Silberhaargras und einer Flora aus Vitex und Strandwinde, einer in Meeresnähe verbreiteten Pflanzengattung.